# Begin Again (Norah Jones)
Begin Again è una raccolta della cantautrice statunitense Norah Jones, pubblicato nel 2019.

## Descrizione
La raccolta è composta da alcuni singoli rilasciati nei dodici mesi precedenti da Norah Jones per il download digitale; Begin Again e It Was You erano stati eseguiti live dalla cantante in alcune date del suo tour a supporto del precedente album Day Breaks. Uh-oh e Just a little bit sono invece inediti.
Il disco nasce dal desiderio di Norah Jones di sperimentare cose nuove e realizzare canzoni "veloci, facili e senza la pressione che comporta la registrazione di un album intero", collaborando con musicisti vari e occupando lo studio d'incisione per non più di tre giorni. La pianificazione dei brani, inoltre, non andava oltre le idee registrate sui memo vocali, sfruttando l'improvvisazione per "creare sul momento" .

## Tracce
1. My Heart Is Full – 3:06
2. Begin Again – 3:49
3. It Was You – 5:30
4. A Song with No Name – 4:03
5. Uh Oh – 3:37
6. Wintertime – 3:48
7. Just a Little Bit – 5:02